# HD 214558
HD 214558，又名BD+44 4185，SAO 52211、HR 8617，是一颗恒星，视星等为6.4，位于銀經99.67，銀緯-11.59，其B1900.0坐标为赤經22h 33m 57.7s，赤緯+44° -11.59′ 47″。